# Championnat des Émirats arabes unis de football 1989-1990
Navigation
Saison précédente Saison suivante
La saison 1989-1990 du Championnat des Émirats arabes unis de football est la dix-septième édition du championnat national de première division aux Émirats arabes unis. Les quatorze meilleures équipes du pays sont regroupées au sein d'une poule unique où elles s'affrontent deux fois, à domicile et à l'extérieur. En fin de saison, pour permettre l'élargissement du championnat à 16 équipes, il n'y a pas de relégation et les deux meilleurs clubs de deuxième division sont promus.
C'est le club d'Al Shabab Dubaï qui remporte la compétition, après avoir battu lors de la finale pour le titre Al Wasl Dubaï, les deux clubs ayant terminé à égalité de points en tête du classement. Le tenant du titre, Sharjah SC, termine sur le podium, à un point du duo de tête. C'est le tout premier titre de champion des Émirats arabes unis de l'histoire du club, qui réussit même le doublé en s'imposant en finale de la Coupe des Émirats arabes unis.

La guerre du Golfe provoque l'annulation de l'édition 1990-1991 du championnat, les promotions sont donc effectives pour la saison 1991-1992.

## Les clubs participants
| - Sharjah SC - Al-Wahda Club - Al Ahly Dubaï - Emirates Club - Al Ain Club - Bani Yas Club - Kalba Union - Promu de D2 | - Al Nasr Dubaï - Al Shabab Dubaï - Al-Khaleej Club - Al Wasl Dubaï - Al Sha'ab Sharjah - Al Jazira Club - Ras Al Khaima - Promu de D2 |

## Compétition

### Classement
Le classement est établi sur le barème de points classique (victoire à 2 points, match nul à 1, défaite à 0).
| Rang | Équipe              | Pts | J  | G  | N | P  | Bp | Bc | Diff |
| ---- | ------------------- | --- | -- | -- | - | -- | -- | -- | ---- |
| 1    | Al Shabab Dubaï (C) | 40  | 26 | 17 | 6 | 3  | 48 | 25 | +23  |
| 2    | Al Wasl Dubaï       | 40  | 26 | 17 | 6 | 3  | 44 | 13 | +31  |
| 3    | Sharjah SC (T)      | 39  | 26 | 17 | 5 | 4  | 42 | 26 | +16  |
| 4    | Bani Yas Club       | 32  | 26 | 12 | 8 | 6  | 40 | 27 | +13  |
| 5    | Al Nasr Dubaï       | 31  | 26 | 12 | 7 | 7  | 37 | 21 | +16  |
| 6    | Al Ahly Dubaï       | 28  | 26 | 12 | 4 | 10 | 34 | 26 | +8   |
| 7    | Al Ain Club         | 27  | 26 | 9  | 9 | 8  | 36 | 26 | +10  |
| 8    | Kalba Union (P)     | 23  | 26 | 8  | 7 | 11 | 20 | 28 | -8   |
| 9    | Al Jazira Club      | 22  | 26 | 8  | 6 | 12 | 27 | 31 | -4   |
| 10   | Al-Khaleej Club     | 22  | 26 | 9  | 4 | 13 | 23 | 30 | -7   |
| 11   | Al-Wahda Club       | 21  | 26 | 7  | 7 | 12 | 25 | 42 | -17  |
| 12   | Ras Al Khaima (P)   | 14  | 26 | 4  | 6 | 16 | 18 | 43 | -25  |
| 13   | Al Sha'ab Sharjah   | 12  | 26 | 3  | 6 | 17 | 20 | 43 | -23  |
| 14   | Emirates Club       | 12  | 26 | 3  | 6 | 17 | 19 | 52 | -33  |

|  | Participation à la finale pour le titre                                                     |
|  | Qualification pour la Coupe des Coupes 1991-1992                                            |
|  | (T) : Tenant du titre (C) : Vainqueur de la Coupe des Émirats arabes unis (P) : Promu de D2 |

### Matchs

#### Finale pour le titre
| Équipe 1        | Résultat | Équipe 2      |
| --------------- | -------- | ------------- |
| Al Shabab Dubaï | 2 - 1    | Al Wasl Dubaï |

- Al Shabab Dubaï se qualifie pour la Coupe des clubs champions 1991-1992 et pour la Coupe des clubs champions du golfe Persique 1992

## Bilan de la saison
| Championnat des Émirats arabes unis de football 1989-1990                        |                                  |
| Champion                                                                         | Al Shabab Dubaï (1er titre)      |
| Coupes et trophées                                                               |                                  |
| Vainqueur de la Coupe des Émirats arabes unis 1989-1990                          | Al Shabab Dubaï                  |
| Qualifications continentales                                                     |                                  |
| Coupe des clubs champions 1991-1992                                              | Al Shabab Dubaï                  |
| Coupe des clubs champions du golfe Persique 1992                                 | Al Shabab Dubaï                  |
| Coupe des Coupes 1991-1992                                                       | Sharjah SC                       |
| Promotions et relégations                                                        |                                  |
| Promus en UAE Football League                                                    | Al Ahly Fujeira                  |
| Promus en UAE Football League                                                    | Ajman Club                       |
| Relégués en Championnat des Émirats arabes unis de football de deuxième division | Aucun (passage de 14 à 16 clubs) |